# 하대원동
하대원동(下大院洞)은 대한민국 성남시 중원구의 법정동이다.

## 개요
1991년 9월 17일 분당출장소가 분당구로 승격되었고, 중원구 여수동, 도촌동 일부는 분당구 야탑동으로 편입되었다. 당시 공식 명칭은 여수동(麗水洞)이었으나 2001년 1월 1일 하대원동(下大院洞)으로 공식 개칭되었다. 2007년에는 도촌동이 분동되었다.
하대원동의 명칭 유래는 "송언신"의 서원이 있는 곳을 "상대원"(上大院)이라 칭하는데 대하여 "이집"의 서원이 있는 곳에 "하대원"(下大院)이라 하였다는 설과 중엽에 사원이 건립되었던 곳을 "원터" 또는 "대원"(大院)이라 부르다가 "원터" 아랫쪽을 "하대원"(下大院), 위쪽을 "상대원"(上大院)이라 칭하게 되었다는 설이 있다.

## 법정동
- 하대원동(下大院洞)

## 시설
- 성남농수산물도매시장
- 성남소방서 (2021년 12월 예정)
- 중원청소년수련관
- 하대원공원

## 교육
- 검단초등학교
- 대하초등학교
- 영성중학교
- 성남테크노과학고등학교